# Andre Gray
Andre Anthony Gray (Wolverhampton, 1991. június 26. –) angol származású jamaicai válogatott labdarúgó, a Fatih Karagümrük játékosa.

## Pályafutása

### Shrewsbury Town
Gray szülővárosa csapata, a Wolverhampton Wanderers akadémiáján kezdett el futballozni, de 13 éves korában megváltak tőle. 2004-ben a Shrewsbury Town akadémiájára került. A 2009/10-es szezon előtt megkapta első profi szerződését a klubtól, és övé lett a 20-as számú szerelés az első csapatnál. Az idény első meccsén, a Burton Albion ellen be is mutatkozhatott, amikor a 89. percben csereként váltotta Nathan Eldert. A csapatot sújtó sérüléshullám miatt még négy alkalommal kapott lehetőséget a felnőtt csapatban, utoljára 2009. október 20-án lépett pályára, egy Accrington Stanley elleni Football League Trophy-mérkőzésen.
November 26-án egy hónapra kölcsönvette a hatodosztály északi csoportjában szerelő Telfrod United. Később jó teljesítménye miatt még egy hónappal meghosszabbították kölcsönszerződését. Első gólját a Stafford Rangers ellen szerezte, mellyel csapata megnyerte a mérkőzést. Később elvesztette helyét a csapatban és február 5-én, hat lejátszott bajnoki és egy gól után visszatért a Shrewsburyhez. 2010. március 5-én a sérülésekkel bajlódó Hinckley United egy hónapra kölcsönvette Grayt, aki öt találkozón lépett pályára. Május 14-én a Shreswbury ingyen elengedte.

### Hinckley United
2010 júniusában Gray visszatér a Hinckley Unitedhez, egyéves szerződést kötve a csapattal. Első gólját szeptember 4-én, a Harrogate Town ellen lőtte. Később a Guiseley és az Eastwood Town ellen is eredményes volt, utána viszont visszaesett a formája és csak kevés gólt szerzett. 2011 márciusában ismét jó formába lendült, a Redditch United kettő, a Solihull Moors ellen pedig négy gólt szerzett. A szezont 35 meccsel és 14 találattal zárta.
A 2011/12-es idényt is a Hinckleyben kezdte meg, és továbbra is jó formát mutatott. Az ő góljainak is köszönhetően csapata bejutott az FA Kupa első fordulójába, ahol végül kiesett a Tamworth ellen. Jó teljesítményével több csapat figyelmét is felhívta magára, többek között az angol másodosztályból is érdeklődtek iránta.

### Luton Town
2012. március 22-én a Luton Town a szezon végéig kölcsönvette Grayt, azzal a szándékkal, hogy véglegesen is leigazolja, ha jól teljesít. Március 24-én, a Grimsby Town ellen rögtön a kezdőbe került és góllal debütált az 1-1-es mérkőzésen. Következő három meccsén szintén szerzett egy-egy gólt, a York City, a Braintree Town és a Hayes & Yeading United ellen. Ilyen bemutatkozásra korábban még senki nem volt képes a Luton színeiben. Kölcsönben töltött ideje alatt 12 meccsen hét gólt szerzett.
Teljesítményével a Luton Town vezetősége is elégedett volt, így kétéves szerződést adott a játékosnak. A 2012/13-as idényt a cserepadon kezdte meg, de a szeptember 1-jén, a Macclesfield Town ellen szerzett gólja után gyorsan visszakerült a kezdőbe. A Cambridge United elleni FA Kupa-meccsen mutatott teljesítménye miatt megválasztották a forduló legjobbjának. A kupa harmadik fordulójában góllal vette ki a részét a Dorchester Town 2-1-es legyőzéséből, majd nevelőegyesületével, a Wolverhampton Wanderersszel sorsolták össze a Lutont. Gray 89 percet játszott a mérkőzésen, melyen csapata nagy meglepetésre 1-0-ra legyőzte jóval esélyesebb ellenfelét.
2014. január 14-én, miután tíz meccsen nyolc gólt szerzett, a Luton új, két és fél éves szerződést adott Graynek. A 2013/14-es évadot ismét a cserepadon kezdte, mivel a menedzser, John Still a frissen igazolt Mark Cullent favorizálta. Első gólját a tizenegyedik fordulóban, szeptember 24-én szerezte, a Woking ellen. Ezután öt meccs alatt hat gólt szerzett, beleszámítva a Hyde United elleni mesterhármasát is, így visszaszerezte állandó helyét a kezdőben. November és január között tíz meccsen tizenegyszer volt eredményes, amivel nagyban hozzájárult ahhoz, hogy csapata az ötödosztály élén állt.
Nem meglepő, hogy jó teljesítményével több magasabban jegyzett klub figyelmét is felhívta magára, de Gray azt nyilatkozta, hogy nem áll szándékában elhagyni egy olyan klubot, melynek reális esélye van egy osztállyal feljebb lépni. Miután 2014 februárjában négy meccsen hét gólt lőtt, megválasztották a hónap játékosának az ötödosztályban. A szezon során 45 mérkőzésen 30 alkalommal talált be, amivel gólkirály lett a bajnokságban, ráadásul pályafutása első trófeáját is megnyerte, hiszen a Luton Town bajnok lett, így feljutott a negyedosztályba. A harmadosztályban szereplő Milton Keynes Dons komoly érdeklődést mutatott iránta, de a Luton által kért 300 ezer fontos árat nem volt hajlandó kifizetni.

### Brentford
Gray 2014. június 27-én hároméves szerződést írt alá a másodosztályban szereplő Brentforddal. A játékos vételárát egyik fél sem hozta nyilvánosságra. Miután a Barnet és Nice elleni barátságos meccseken is betalált, a szezon első meccsén, a Charlton Athletic ellen kezdőként kapott lehetőséget. Ez volt az első alkalom, hogy kezdhetett a The Football League-ben. 67 percet töltött a pályán, mielőtt lecserélték volna Nick Proschwitzre. Első gólját a csapat következő meccsén, a Ligakupában szerezte, egy Dagenham & Redbridge ellen 6-6-os találkozón. Augusztus 30-án a bajnokságban is eredményes volt, a Rotherham United ellen.
Egy hosszú góltalansági sorozat után Gray novemberben lendült újra formába, öt meccsen öt gólt szerezve, ami után a hónap legjobbjának is megválasztották a másodosztályban. A 2014-es évet jó formában fejezte be, 2015 első hónapjaiban azonban mindössze egy gólt szerzett, ezért március 3-án, a Huddersfield Town ellen kikerült a kezdőből és Chris Long állt a helyére. Hamar visszaszerezte helyét a csapatban és utolsó tíz bajnokiján négy gólt szerzett. Minden sorozatot egybevéve 50 meccsen lépett pályára a szezonban és 18 gólt lőtt.
2015 nyarán a Hull City három ajánlatot is tett érte, de a szezont végül a Brentfordban, két gólt szerezve az első két meccsen. A csapat szeretett volna hosszabbítani vele, de végül távozott a klubtól.

### Burnley
2015. augusztus 21-én a Burnley három évre leigazolta Grayt. Az átigazolás összegét nem árulták el a csapatok, de egyes források szerint klubrekordnak számító 6 millió fontot fizetett érte új csapata. Gray épp volt csapata, a Brentford ellen mutatkozhatott volna be, de túl későn vált hivatalossá átigazolása, így ez nem történhetett meg. Végül augusztus 29-én a Bristol City ellen debütált. A szezon során 41 bajnokin 23 góllal járult hozzá ahhoz, hogy a Burnley bajnok lett a másodosztályban és feljutott a Premier League-be. 2016. augusztus 13-án a kezdőcsapat tagjaként mutatkozott be az élvonalban, a Swansea City ellen.

## Magánélete
A Wolverhamptonban született és gyermekként az Arsenalnak szurkoló Grayt nagyapja ismertette meg a labdarúgással, aki Andre 13 éves korában elhunyt. A játékos bal arcán egy körülbelül 10 cm hosszú sebhely látható, ami egy 2011-es, wolverhamptoni bandák közti összetűzésből származik, ahol arcon szúrták. Egy 2015 májusi interjúban köszönetet mondott édesanyjának, közeli barátainak és a Luton Townnak, amiért mellette álltak és segítettek neki felhagyni a bandaéletmóddal.

## Sikerei, díjai

### Luton Town
- A Conference Premier bajnoka: 2013/14

### Burnley
- A Football League Championship bajnoka: 2015/16
  - Gólkirálya (25 gól) : 2015/16
  - Az év labdarúgója a Championshipben : 2015/16